# Louage (droit)
En droit civil, le louage peut être défini comme le « contrat écrit ou verbal par lequel le bailleur s'oblige à faire jouir le preneur d'une chose mobilière ou immobilière pendant un certain temps et moyennant un prix déterminé que le preneur s'engage à payer ». Il existe d'autres formes contractuelles du louage comme le louage de services et le louage d'ouvrage.

## Droit par pays

### Droit américain
Dans les territoires de common law, on ne distingue pas historiquement entre le louage d'un logement et le fourniture temporaire d'un bien par un propriétaire, de sorte que les baux sont abordés sous l'angle du droit des biens immobiliers ,plutôt que le droit des contrats, comme un transfert temporaire d'un droit sur un bien, ce qui donne traditionnellement bien peu de droits aux locataires. Cependant, à l'époque actuelle, le bail résidentiel de common law est de plus en plus contractualisé, tout en demeurant théoriquement dans le cadre du droit des biens, les tribunaux ayant voulu reconnaître des droits de base aux locataires.

### Droit canadien

#### Provinces de common law
Ce qui a été dit dans la section droit américain vaut en large mesure pour les provinces canadiennes de common law. La common law conçoit la location d'un logement comme un transfert temporaire d'un droit sur un bien et non pas comme un contrat, mais les tribunaux sont intervenus à la fin du XXe siècle pour favoriser l'équité à l'égard des locataires.

#### Droit québécois
En droit québécois, le contrat de louage est un contrat nommé qui est défini à l'article 1851 du Code civil du Québec.

« 1851. Le louage, aussi appelé bail, est le contrat par lequel une personne, le locateur, s’engage envers une autre personne, le locataire, à lui procurer, moyennant un loyer, la jouissance d’un bien, meuble ou immeuble, pendant un certain temps.
 Le bail est à durée fixe ou indéterminée »

.
Sous le Code civil du Bas-Canada, le contrat de louage de services était la forme archaïque du contrat individuel de travail.